# 李成钢
李成钢（1967年2月—），汉族，安徽太湖人，中华人民共和国官员，现任中华人民共和国商务部党组副书记、国际贸易谈判代表（正部长级）兼副部长，曾任中华人民共和国常驻世界贸易组织代表、特命全权大使，兼常驻联合国日内瓦办事处和瑞士其他国际组织副代表。

## 生平
李成钢1985年考入北京大学法律系，在校期间于1988年12月加入中国共产党。1989年7月，他本科毕业，获法学学士（LL.B.）。同年8月，他进入中华人民共和国对外贸易经济合作部工作。历任外经贸部条约法律司综合处、反倾销调查处副处长、反倾销调查处处长，外经贸部、商务部进出口公平贸易局壁垒调查处处长等职。1995年10月至12月，作为香港大学访问学者赴港研究内地与香港两地区际法律冲突问题。1998年9月至1999年9月间，他获欧盟法和经济学项目(European Master in Law and Economics, EMLE) 全额奖学金赴德国汉堡大学留学，获“欧盟法与经济学硕士”(LL.M.'European Master in Law and Economics') 
2004年1月起，先后担任商务部进出口公平贸易局副局长、条约法律司副司长。2010年11月，任商务部条约法律司司长，期间在2013年2月至2014年2月挂职任中共青岛市委常委、副市长。2016年12月，任商务部部长助理兼党组成员。
2021年2月，国家主席习近平任免驻外大使，任命李成钢为中华人民共和国常驻世界贸易组织代表、特命全权大使，兼常驻联合国日内瓦办事处和瑞士其他国际组织副代表。
2025年4月16日，国务院任免国家工作人员，任命李成钢为商务部国际贸易谈判代表（正部长级）兼副部长。